# Matabele (grupa etniczna)

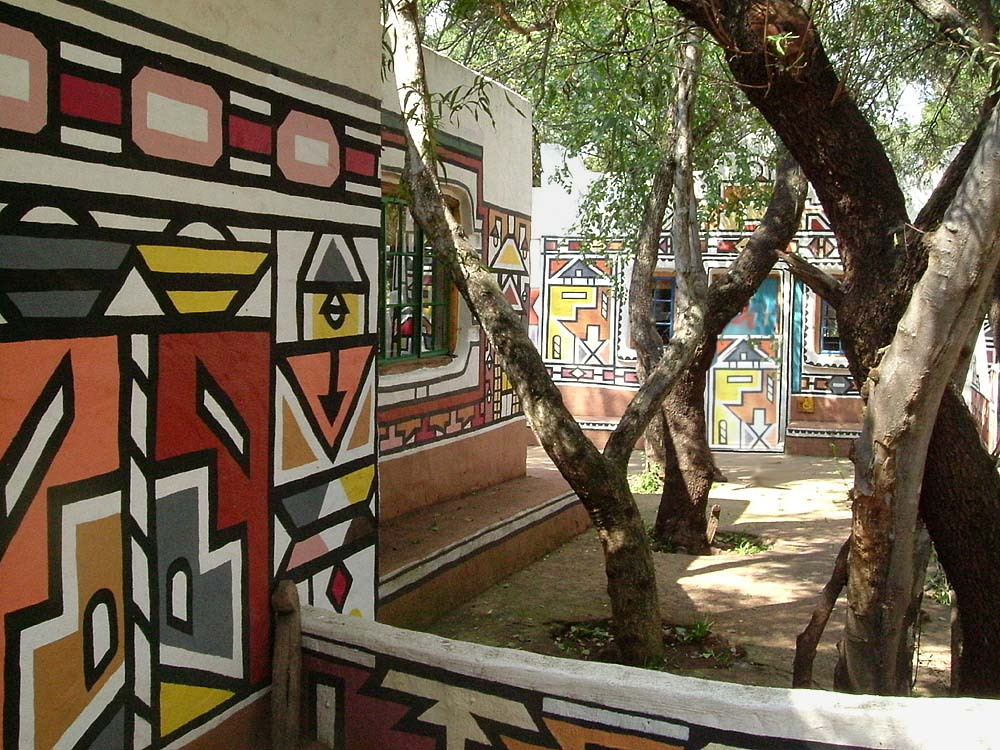
Park Lesedi; Południowa Afryka

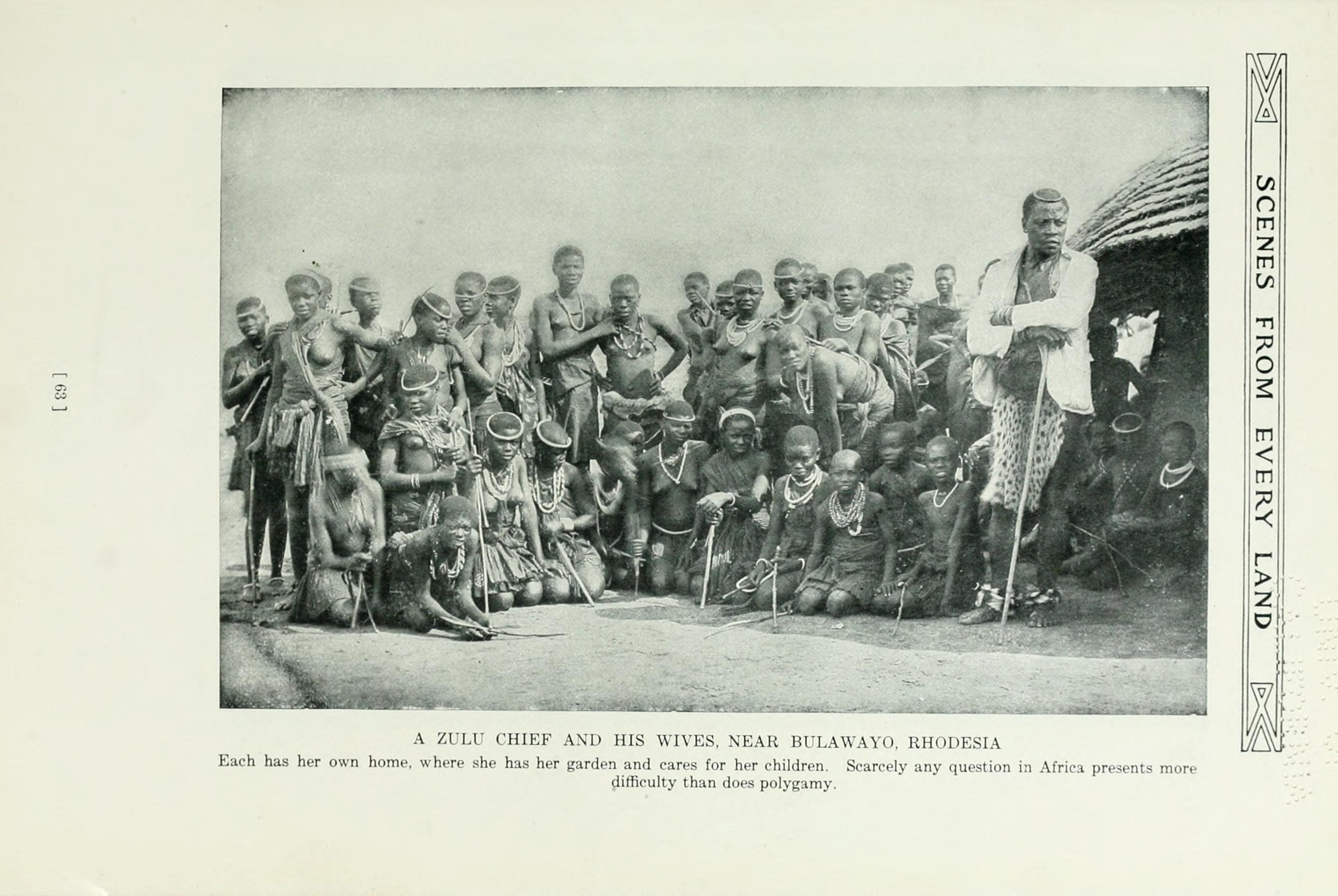
Wódz ze swoimi żonami, około 1909

Matabele (także: Ndebele, Ndebele Północni) – grupa etniczna w Zimbabwe, należąca do ludów Bantu. W 1992 roku ich liczebność wynosiła 1,6 mln osób. Posługują się językiem ndebele północnym, będącym historycznym dialektem języka zulu. Do ich tradycyjnych zajęć zalicza się rolnictwo i pasterstwo. Struktura społeczna opiera się na rodach patrylinearnych. W XIX wieku Matabele stworzyli własne państwo Matabeleland.